# Mike Synar
Michael Lynn Synar dit Mike Synar, né le 17 octobre 1950 à Vinita (Oklahoma) et mort le 9 janvier 1996 à Washington, est un homme politique américain, représentant démocrate de l'Oklahoma à la Chambre des représentants des États-Unis de 1979 à 1995.

## Biographie
Mike Synar est originaire de Vinita dans le comté de Craig en Oklahoma. Durant sa jeunesse, il fréquente les écoles publiques de Muskogee. Il étudie à l'université d'Oklahoma, à l'université d'Édimbourg et à l'université Northwestern. En 1976, il est admis au barreau de l'Oklahoma et devient avocat à Muskogee.
En 1978, il hypothèque sa part du ranch familial pour se présenter à la Chambre des représentants des États-Unis dans le 2e district de l'Oklahoma. Il bat le représentant sortant Ted Risenhoover (en) dans la primaire démocrate. Il est élu représentant des États-Unis lors de l'élection générale avec 54,8 % des voix. Il est par la suite réélu tous les deux ans avec des scores scores compris entre 53 % et 75 % des suffrages.

Synar et Clinton en 1993.

Il est candidat à un nouveau mandat en 1994. Durant la primaire démocrate, il affronte Virgil Cooper, un principal retraité de 71 ans et peu connu. Plusieurs groupes, notamment des lobbies de l'industrie du tabac et la NRA, dépensent plus de 3 millions de dollars contre lui. Il perd la primaire de 2 609 voix (48 % contre 52 %) et le républicain Tom Coburn est élu pour lui succéder,.
Après sa défaite, il est nommé par Bill Clinton à la Federal Bankruptcy Review Commission. Il reçoit en 1995 le Profile in Courage Award de la bibliothèque John F. Kennedy.
Le 9 janvier 1996, atteint d'un cancer du cerveau, il meurt durant son sommeil à son domicile de Washington.

## Positions politiques
Mike Synar est un démocrate libéral (au sens américain du terme), élu dans un État conservateur. Durant son mandat à la Chambre, il se bat notamment pour la protection de l'environnement, le contrôle des armes à feu et une réforme du financement des campagnes électorales,,.
En 1986, il se fait connaître sur la scène nationale pour son combat contre la loi Gramm-Rudman-Hollings, obligeant à équilibrer le budget fédéral. Il conteste la constitutionnalité de la loi devant la Cour suprême des États-Unis, qui se range en partie à ses arguments dans l'arrêt Bowsher v. Synar (en),,.